# Peugeot 1007
La Peugeot 1007 è una piccola autovettura monovolume prodotta dal 2005 al 2010 dalla casa automobilistica francese Peugeot.

## Caratteristiche
La 1007 rappresenta l'esordio della Peugeot nel settore delle mini-monovolume, un settore largamente dominato dalle giapponesi e dalle coreane.
La 1007 si basa sul prototipo Sesame, sul quale la casa francese si era esercitata fin dal 2002 con l'intento di fornire nuove idee per le auto da utilizzare in città.

Caratterizzata da linee spigolose e da un corpo vettura piuttosto squadrato, la 1007 propone come elemento distintivo la soluzione delle portiere anteriori scorrevoli. Tale soluzione, che in realtà si è già vista su altre monovolume, trova la sua particolarità sulla 1007 per il fatto di essere adottata sulle portiere anteriori (tra l'altro la 1007 non ha portiere posteriori) e per il fatto di essere ad apertura e chiusura elettrica, azionabili anche a distanza tramite due pulsanti sul telecomando. 

Un'altra caratteristica della 1007 è la possibilità di personalizzare gli interni attraverso vari kit denominati Cameleo, sostituendo i pezzi originari con quelli di colore diverso forniti nel kit.
L'abitacolo, omologato per quattro persone, presenta al posto del divanetto posteriore due sedili separati, che possono scorrere, essere ribaltati o rimossi singolarmente. Ciò, unito allo schienale anteriore abbattibile e alla profusione di vani portaoggetti, aumenta la praticità d'uso dello spazio interno.

Pur pensata come vettura dedicata all'utilizzo cittadino, nella gamma dei motori  disponibili si riconosce l'intento di proporre una vettura adatta a spostamento anche extraurbani e che si posiziona commercialmente più in alto della concorrenza media: oltre a due motori da 1.4 litri benzina e diesel, esistono anche due versioni da 1.6 litri, sempre una a benzina e una a gasolio.

Dal punto di vista della sicurezza, la 1007 si è aggiudicata 5 stelle nei test EuroNCAP.

Con quest'auto la Peugeot per la prima volta introduce la coppia di numeri "zero" nella denominazione del modello, a sottolinearne la particolarità e la concezione fuori dagli schemi tradizionali. Fino a quel momento infatti le sigle dei modelli Peugeot erano composte da tre numeri con uno zero nella seconda cifra. In seguito le sigle con due zero sono state adottate per le nuove Peugeot appartenenti a segmenti non tradizionali per il marchio, quali crossover (la 3008) e monovolume medie (la 5008).

Il ruolo "fuori dagli schemi" di quest'auto è confermato dalla coeva presenza nella gamma Peugeot di altre tre auto di dimensioni e caratteristiche tecniche (motori, prestazioni) simili alla 1007, ma dall'impostazione "tradizionale": la 107, la 206 e la 207.

## Estetica

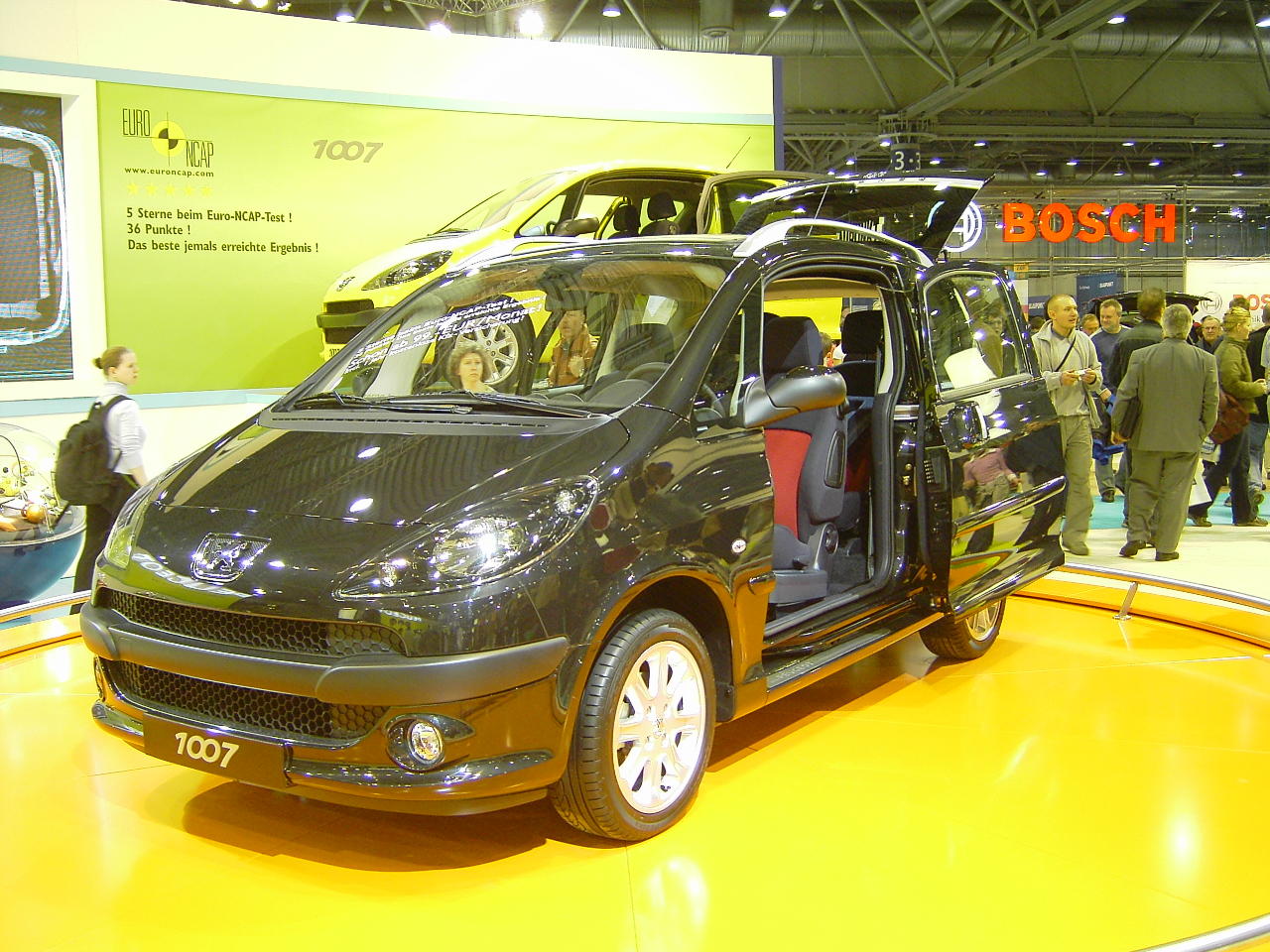
Vista di una 1007 con le portiere scorrevoli aperte

La linea della 1007, firmata Pininfarina, è caratterizzata da un corpo vettura squadrato e ricco di spigoli. Il frontale è caratterizzato dall'ampia apertura che costituisce la presa d'aria per il radiatore, tagliata dal paraurti in plastica nera. Al di sopra dell'apertura si trova il grande scudetto con cornice cromata e il leone simbolo della Peugeot. I fari anteriori, a forma di goccia, sono allungati e protesi all'indietro.

Guardando la 1007 lateralmente, si nota il montante posteriore inclinato con il lunotto avvolgente. Altri elementi caratteristici della vista laterale sono le grosse maniglie delle portiere e il binario color alluminio lungo il quale scorre la portiera e che continua nel portellone posteriore, sotto il lunotto, con una fascia sulla quale vi è la scritta Peugeot. Al di sotto si trovano i due fari che racchiudono tre elementi ovoidali e che continuano sul fianco a riprendere la linea del lunotto avvolgente.

## Motori e tecnica
Le motorizzazioni disponibili sulla 1007 sono quattro, due a benzina e due a gasolio. Eccone di seguito una breve descrizione:
- Motore 1.4 benzina: è lo storico TU3M/Z già presente su moltissimi precedenti modelli del Gruppo PSA. Si tratta di un 4 cilindri da 1360 cm³ caratterizzato da una distribuzione a un asse a camme in testa e a 2 valvole per cilindro. La potenza massima è di 73 CV a 5400 giri/min, ed assicura alla 1007 equipaggiata con tale propulsore una velocità massima di oltre 170 km/h. Nel 2006 è stata introdotta anche una nuova motorizzazione, denominata ET3J4, di cilindrata identica, con distribuzione bialbero a 4 valvole per cilindro, in grado di erogare 88 CV a 5250 giri/min e di portare la 1007 1.4 16V a 185 km/h di velocità massima.
- Motore 1.4 HDi: denominato DV4TD, è un 4 cilindri da 1398 cm³ realizzato in collaborazione con la Ford ed in grado di erogare 68 CV a 4500 giri/min. Tale motore ha una distribuzione a un asse a camme in testa e a due valvole per cilindro. La velocità massima è di 160 km/h.
- Motore 1.6 benzina: è il TU5JP4 utilizzato su altre vetture del Gruppo PSA. Di cilindrata pari a 1587 cm³, è caratterizzato da distribuzione a due assi a camme in testa e a 4 valvole per cilindro. La potenza massima è di 109 CV a 5750 giri/min, abbastanza per spingere la 1007 1.6 16V a 190 km/h di velocità massima.
- Motore 1.6 HDi: Motore DV6TED4 già montato su altre vetture del Gruppo PSA. Con una cilindrata di 1560 cm³ e dotato di 109 CV è destinato solamente alla versione più "lussuosa" della gamma, la Sporty. Naturalmente prevede di serie il filtro antiparticolato FAP, come ormai quasi tutti i motori diesel della gamma Peugeot

La trazione è anteriore, mentre il cambio è in genere manuale, tranne che sulle 1007 1.6 16v, per le quali viene proposto il 2-Tronic, un cambio elettroattuato a controllo elettronico, con possibilità di funzionamento in automatico.

Le sospensioni anteriori sono a ruote indipendenti con schema MacPherson e quelle posteriori con braccio longitudinale e barre di torsione. Lo sterzo è servoassistito elettricamente, l'impianto frenante è misto (dischi ant. e tamburi post.) per le versioni meno potenti da 1.4 litri, mentre è dotato di quattro dischi, di cui gli anteriori autoventilati, per le motorizzazioni 1.6 litri. l'ABS e l'ESP sono di serie.

## La fine
Nel settembre 2009 Peugeot ha annunciato che la piccola monovolume sarebbe uscita di produzione "prossimamente", dopo circa 120.000 unità prodotte e senza nessuna erede annunciata.

Tra le cause dell'insuccesso commerciale di quest'auto si possono indicare alcuni aspetti controversi: l'assenza delle portiere posteriori, che in una vettura pensata per il massimo sfruttamento dello spazio appare come un'incongruenza; l'offerta di motori di cubatura che la clientela europea considera elevata per un'auto a vocazione cittadina; il prezzo superiore alla media delle auto con dimensioni simili; il prevalere delle necessità funzionali a scapito degli aspetti puramente estetici nell'impostazione della linea (quindi carrozzeria alta e corta, frontale inclinato con parabrezza e cofano motore in continuità, coda verticale). In sintesi la 1007 è apparsa un'auto dal posizionamento commerciale anomalo, volendo unire in modo contraddittorio un'impostazione votata essenzialmente alla praticità, con alcuni tratti di esclusività (le sole tre porte, i motori, la personalizzazione, il prezzo).

L'uscita dai listini italiani è avvenuta nel maggio del 2010.